# Zoe Akins
Zoe Akins (Humansville, Missouri, 30 d'octubre de 1886 - Los Angeles, Califòrnia, 29 d'octubre de 1958), fou una dramaturga, guionista de cinema, poeta i novel·lista estatunidenca.

## Biografia
Comença la seva carrera l'any 1914 amb peces de teatre de les quals algunes seran adaptades al cinema. És principalment coneguda per la seva peça d'èxit The Greeks had ha word for it (1930), una comèdia posant en escena tres maniquís en busca de marits afortunats. La peça va ser adaptada tres vegades per a la pantalla gran: el 1932 (The Greeks Had ha Word for Them, renomenada el 1947 Three Broadway Girls), el 1938 (Tres somriues cecs) i el 1953 (Com casar-se amb un millonari) amb Marilyn Monroe.
En 1935, obtingué el Preu Pulitzer per la posada en escena al teatre de la novel·la de Edith Wharton, The Old Maid.

## Obra

### Adaptacions al cinema
- 1930: Ladies Love Brutes de Rowland V. Lee
- 1930: Sarah and Son
- 1930: Anybody's Woman
- 1930: The Right to Love
- 1931: Women Love Once
- 1931: Once a Lady
- 1931: Working Girls
- 1931: Girls About Town de George Cukor
- 1933: Cap a les altures (Christopher strong)
- 1933: Glòria d'un dia (Morning Glory)
- 1933: Toda una vida
- 1934: Outcast Lady
- 1936: Lady of Secrets
- 1936: Accused
- 1936: Camille
- 1938: The Toy Wife
- 1939: Zaza
- 1947: Desire Me